# Філіппсройт
Філіппсройт (нім. Philippsreut) — громада в Німеччині, знаходиться в землі Баварія. Підпорядковується адміністративному округу Нижня Баварія. Входить до складу району Фраюнг-Графенау. Складова частина об'єднання громад Гінтершмідінг.
Площа — 10,16 км2. Населення становить 628 ос. (станом на 31 грудня 2020).

## Галерея

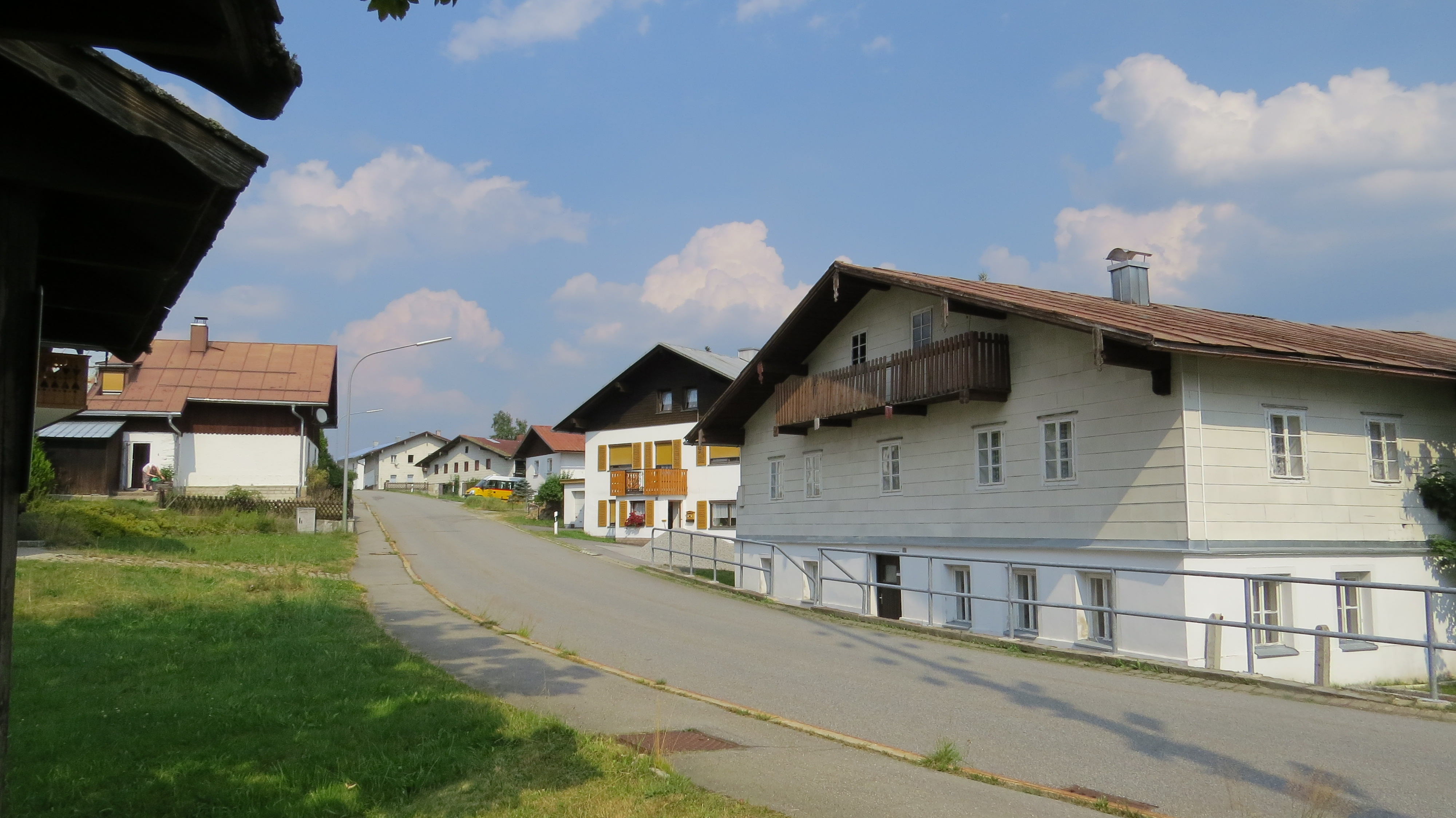
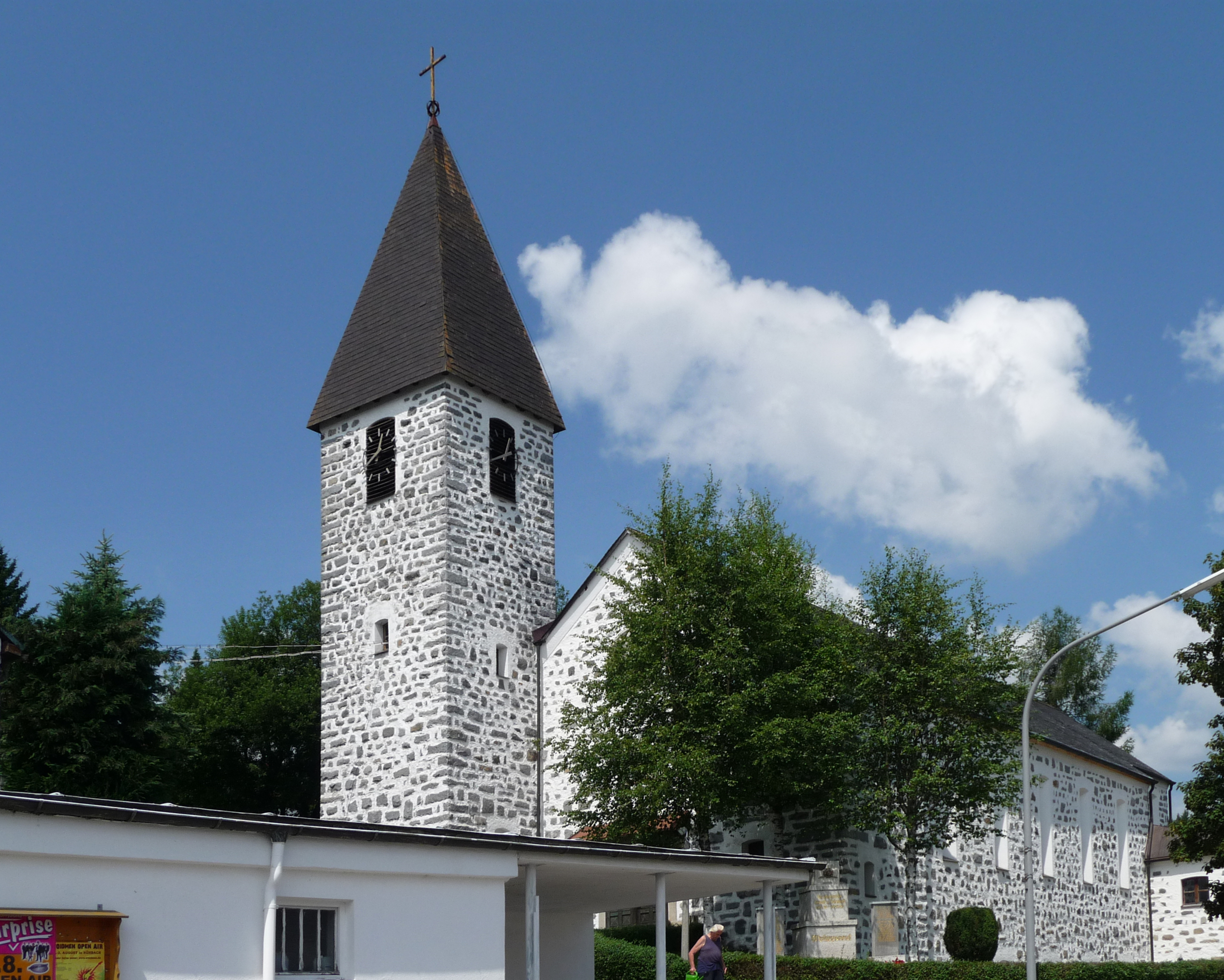
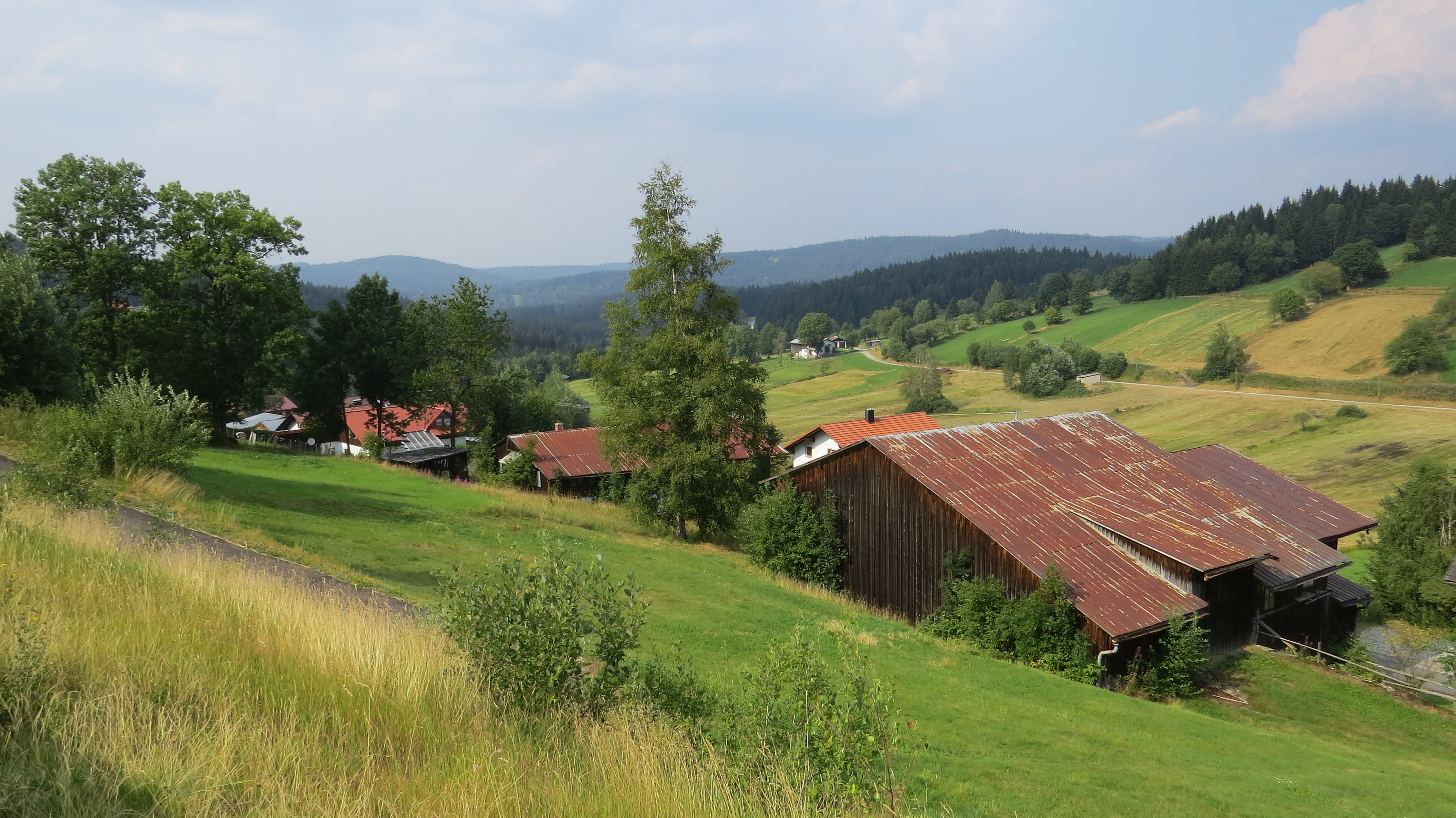
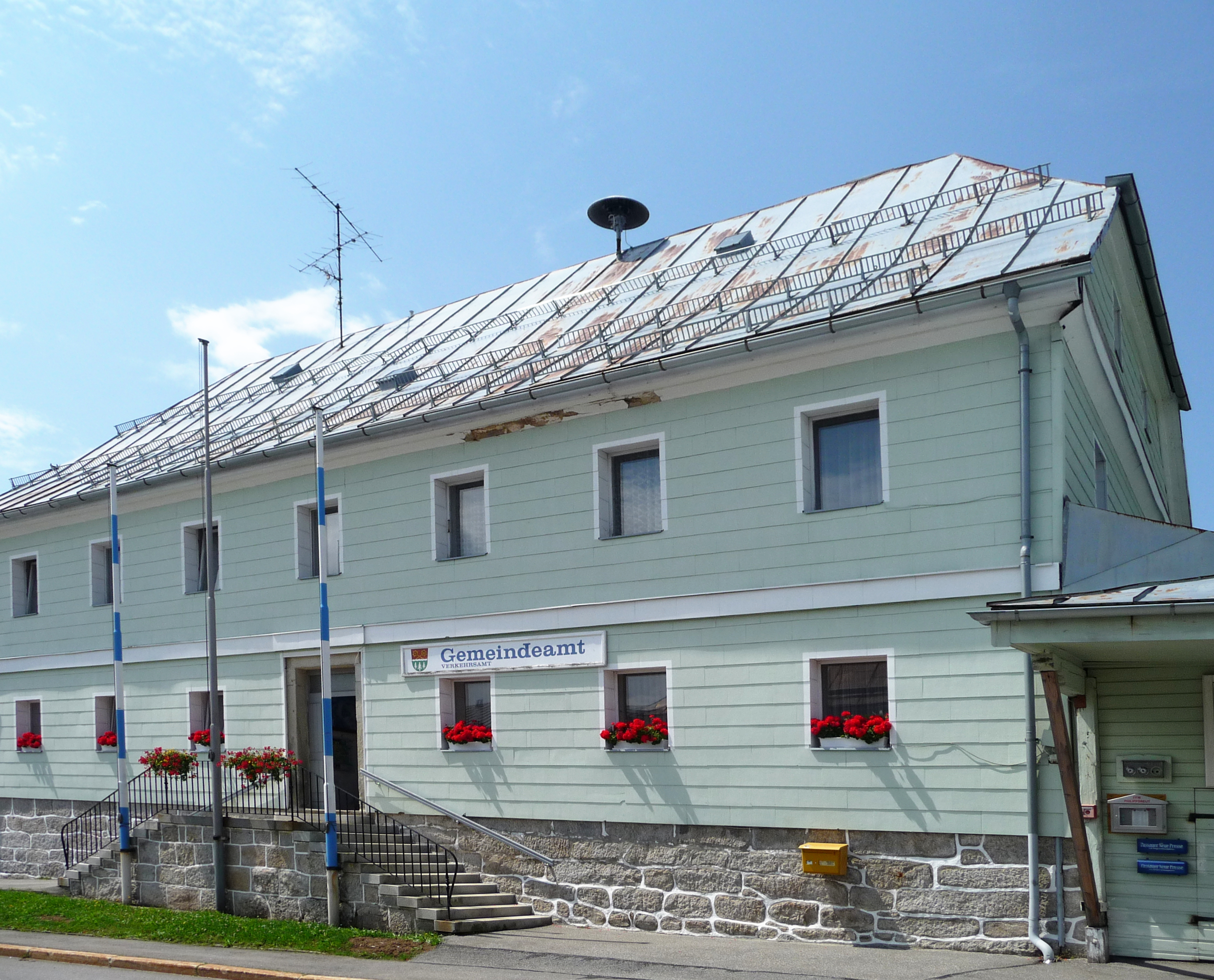
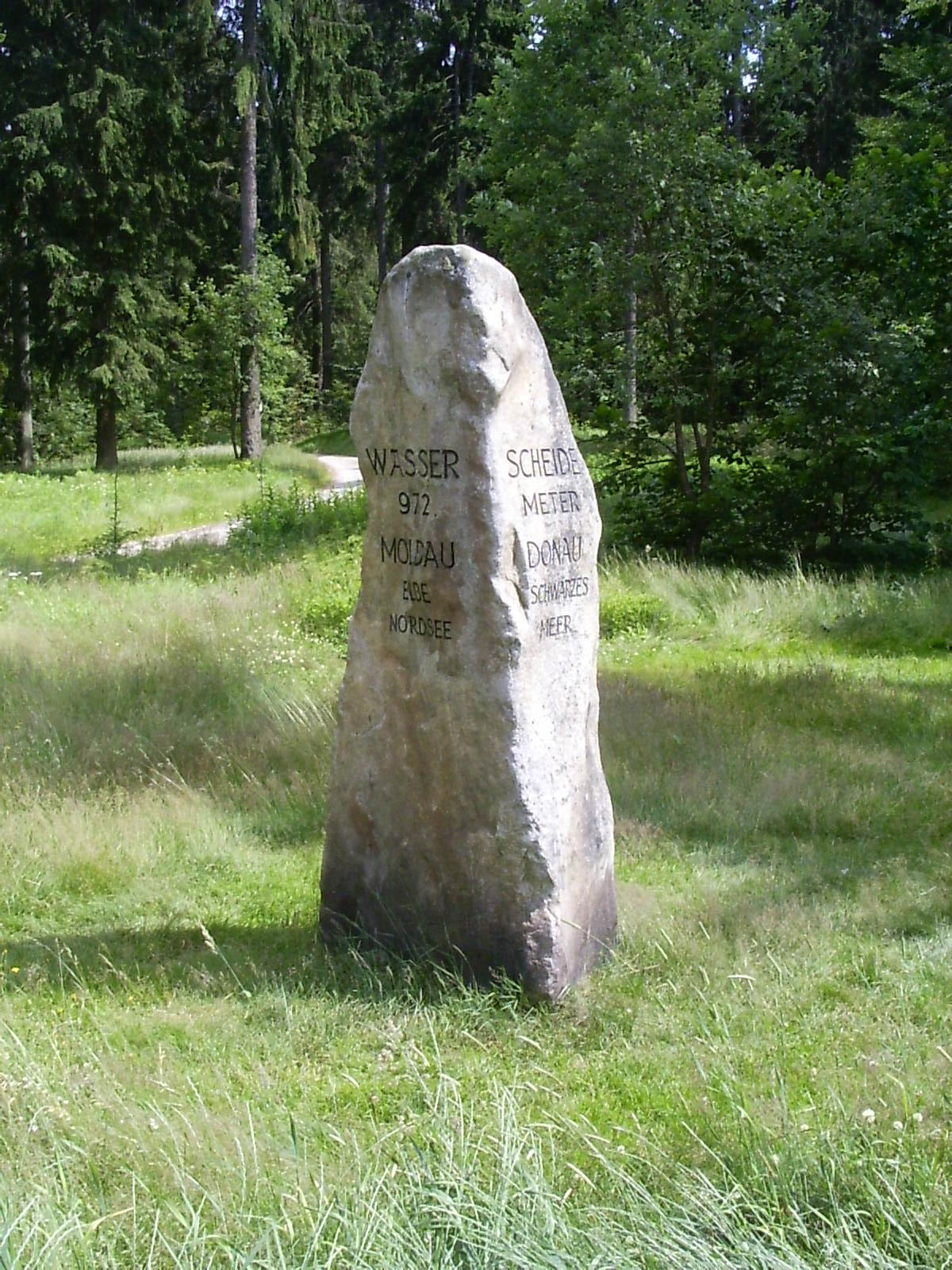